# Marcelo Miño
Marcelo Miño (Guatimozín, provincia de Córdoba, 21 de agosto de 1997) es un futbolista argentino. Juega de portero y su equipo es el Barracas Central de la Primera División de Argentina.

## Trayectoria

### Rosario Central
Surgido de las inferiores de Rosario Central, disputó la Copa Santa Fe, logrando salir campeón en el 2017 y siendo el arquero titular de dicho equipo.
En abril del 2018 es convocado por primera vez al banco de suplente por la fecha 21 del Campeonato de Primera División 2018-19 sin llegar a ingresar, sin volver a ser convocado al banco de suplentes por el resto de la temporada.
De cara al Campeonato de Primera División 2019-20 integra el plantel pero al ser el tercer arquero del plantel no llega a disputar ningún partido ni a ser convocado al banco de suplentes.
Tras el parate por Covid integra el plantel que disputa la Copa de la Liga Profesional 2020, llega a disputar 8 partidos recibiendo 14 goles en total.

### Ferro
Firma una cesión, sin cargo y sin opción de compra, con el club de Caballito para disputar el Campeonato de Primera Nacional 2021 debiendo regresar el 31 de diciembre del 2021, llega para disputar el puesto de titular con Federico Costa. Las primeras tres fechas del campeonato fue suplente, pero debido al bajo nivel de Costa, logra ganarse el puesto con un gran nivel, llegando a disputar el reducido por el ascenso y teniendo actuaciones destacas. En total disputó 35 partidos en los que recibió 27 goles.
Tras el gran campeonato que tuvo, consiguió varias ofertas de clubes de primera división y hasta el interés de Rosario Central de que retorne para pelear la titularidad, pero Miño decidió continuar en el verdolaga y se firma la renovación del préstamo hasta el 31 de diciembre del 2022 con una opción de compra de U$D 250.000. De esta forma disputaría el Campeonato de Primera Nacional 2022. El 12 de septiembre se confirma que el club ejecuta la opción de compra y adquiere el 100% del pase, siendo que se firma contrato hasta el 31 de diciembre del 2025. En total disputó 36 partidos en los que le convirtieron 32 goles, solamente se perdió la última fecha del campeonato al haber sido suspendido por la acumulación de 5 amarillas.

## Selección nacional

### Selección Argentina Sub-20
El 26 de abril de 2017, Claudio Ubeda, director técnico de la Selección Argentina Sub-20 entregó una lista con los 22 futbolistas en el cual fue convocado para que comenzara a entrenarse de cara a la Mundial Sub-20 de la categoría que se disputará a partir de mayo en Corea. Disputó el último partido de la fase clasificatoria contra Guinea en el que la Argentina ganó 5 a 0. Quedaron eliminados al no poder pasar la fase clasificatoria.

#### Detalle
| \| N.º \| Fecha \| Estadio \| Local \| Resultado \| Visitante \| Goles \| Asist. \| Competición \| \| ----- \| ---------- \| -------------------------------------------- \| --------- \| --------- \| --------- \| ----- \| ------ \| -------------- \| \| 1 \| 26-05-2017 \| Estadio Mundialista de Jeju, Seogwipo, Corea \| Argentina \| 5-0 \| Guinea \| 0 \| 0 \| Mundial Sub-20 \| \| Total \| \| Presencias \| 1 \| \| Goles \| 0 \| 0 \| \| |            |                                              |           |           |           |       |        |                |
| N.º | Fecha      | Estadio                                      | Local     | Resultado | Visitante | Goles | Asist. | Competición    |
| 1 | 26-05-2017 | Estadio Mundialista de Jeju, Seogwipo, Corea | Argentina | 5-0       | Guinea    | 0     | 0      | Mundial Sub-20 |
| Total |            | Presencias                                   | 1         |           | Goles     | 0     | 0      |                |

## Estadísticas
Actualizado al 20 de julio de 2024

| Rosario Central Argentina | 1.ª           | 2018-19       | 1  | -2  | 0 | 0  | — | — | 1  | -2  |
| Rosario Central Argentina | 1.ª           | 2019-20       | 0  | 0   | 0 | 0  | — | — | 0  | 0   |
| Rosario Central Argentina | 1.ª           | 2020          | 7  | -11 | 1 | -3 | — | — | 8  | -14 |
| Rosario Central Argentina | Total         | Total         | 8  | -13 | 1 | -3 | 0 | 0 | 9  | -16 |
| Ferro Argentina | 2.ª           | 2021          | 35 | -27 | 0 | 0  | — | — | 35 | -27 |
| Ferro Argentina | 2.ª           | 2022          | 35 | -31 | 2 | -1 | — | — | 36 | -32 |
| Ferro Argentina | 2.ª           | 2023          | 15 | -15 | 0 | 0  | — | — | 15 | -15 |
| Ferro Argentina | Total         | Total         | 83 | -74 | 2 | -1 | 0 | 0 | 86 | -74 |
| Barracas Argentina | 1.ª           | 2024          | 0  | 0   | 1 | 0  | — | — | 1  | 0   |
| Barracas Argentina | Total         | Total         | 0  | 0   | 1 | 0  | 0 | 0 | 1  | 0   |
| Total carrera | Total carrera | Total carrera | 92 | -87 | 4 | -4 | 0 | 0 | 96 | -90 |
| (1) La copa nacional se refiere a la Copa Argentina. (2) La copa internacional se refiere a la Copa Sudamericana y Copa Libertadores. (3) Promedio de goles recibidos por partidos no incluye goles recibidos en partidos amistosos. |               |               |    |     |   |    |   |   |    |     |

Fuentes: Transfermarkt - BDFA

## Palmarés

### Campeonatos nacionales
| Título         | Club            | País      | Año  |
| -------------- | --------------- | --------- | ---- |
| Copa Argentina | Rosario Central | Argentina | 2018 |